# Pererîv, Colomeea
Pererîv (în ucraineană Перерив) este un sat în comuna Mateiivți din raionul Colomeea, regiunea Ivano-Frankivsk, Ucraina.

## Demografie
Componența lingvistică a localității Pererîv
     Ucraineană (99,7%)
     Alte limbi (0,3%)
Conform recensământului din 2001, majoritatea populației localității Pererîv era vorbitoare de ucraineană (99,7%), existând în minoritate și vorbitori de alte limbi.